# Theoretischer Begriff
Mit Theoretischer Begriff oder auch Theoretischer Term wird in der Wissenschaftstheorie ein Begriff verstanden, welcher der theoretischen Sprache einer empirischen Wissenschaft angehört. Die Analyse der Rolle dieser Begriffe innerhalb von empirisch-wissenschaftlichen Theorien und ihre Rückführbarkeit auf Begriffe der Beobachtungsprache, in welcher Beobachtungen notiert werden, spielen insbesondere für die Entwicklung des Logischen Empirismus hin zur heutigen Analytischen Philosophie eine bedeutende Rolle.

## Die Unterscheidung theoretische Sprache / Beobachtungssprache
Im Logischen Empirismus war durch Rudolf Carnap eine Zweiteilung der wissenschaftlichen Sprache in theoretische Sprache – in welcher die Theorie formuliert ist – und Beobachtungssprache – in welcher die zur Überprüfung der Theorie gemachten Beobachtungsresultate notiert werden – eingeführt worden. Dabei wurde zunächst angenommen, dass letztlich alle theoretischen Begriffe auf die Beobachtungssprache reduziert werden können.
Die Unterscheidbarkeit von theoretischer und Beobachtungssprache wurde späterhin von Paul Feyerabend als fragwürdig angegriffen.
Joseph Sneed führte innerhalb seines Strukturalistischen Theorienkonzepts den Begriff T-theoretisch ein, welches Kritiken, wie sie insbesondere auch von Hilary Putnam geäußert wurden, Rechnung trägt. Eine absolute Auszeichnung von Begriffen als „theoretisch“ wird dann abgelehnt; aber es wird ein Kriterium angegeben, nach dem ein Begriff relativ zu einer gegebenen Theorie als „theoretisch“ (T-theoretisch) ausgezeichnet werden kann. Ein Begriff kann also bezüglich einer Theorie „theoretisch“ und bezüglich einer anderen Theorie „nicht-theoretisch“ sein.

## Die Nichtrückführbarkeit theoretischer Begriffe
Eines der bedeutendsten Resultate der Wissenschaftstheorie des 20. Jahrhunderts war nun die Entdeckung Carnaps und anderer, dass es theoretische Begriffe gibt, bei welchen eine Rückführung auf die Beobachtungssprache äußerst problematisch ist. Zu diesen Begriffen gehören dispositionelle Begriffe (z. B. Begriffe die auf „–lich“ enden wie „wasserlöslich“), metrische Begriffe (z. B. „Masse“) und auch Begriffe wie „Elektron“ und „Wellenfunktion“.
Zwar sind Methoden bekannt – (Carnaps Reduktionssätze, Craig’s Theorem, Bildung des Ramsey Satzes) –, mit denen Theoretische Terme insofern eliminiert werden können, als diese Methoden es erlauben, aus einer ursprünglichen Theorie mit theoretischen Termen eine neue in einer reinen Beobachtungssprache formulierte Theorie zu konstruieren, welche denselben empirischen Gehalt wie die ursprüngliche Theorie mit den Theoretischen Termen besitzt. Doch haben die bisher bekannten Methoden alle gravierende Nachteile, insofern als die dabei entstehenden in der Beobachtungssprache formulierten Theorien im alltäglichen Wissenschaftsbetrieb aus verschiedenen Gründen nicht handhabbar und unzweckmäßig sind.
So liefert etwa die Konstruktion über Craig’s Theorem zwar eine Theorie ohne theoretische Terme, jedoch hat diese in nichttrivialen Fällen eine unendliche Anzahl von Axiomen. Diese Methoden sind deshalb mehr von wissenschaftstheoretischem als praktischem Interesse. Oft wird deshalb die Aussage gemacht, dass Theoretische Terme nicht auf die Beobachtungssprache zurückgeführt werden können. Diese Aussage basiert aber nicht auf logisch zwingenden Gründen, sondern letztlich auf Zweckmäßigkeitsüberlegungen, die die praktische Arbeit der Wissenschaftler betreffen.
Im Ergebnis heißt das: „Der Versuch, theoretische Größen durch Reduktion auf Beobachtbares zu definieren, ist vollständig gescheitert.“

## Konsequenzen der unterschiedlichen Lösungsansätze
Die Entdeckung, dass die Wissenschaft ohne solche nicht (bzw. nur partiell) in der Beobachtungssprache definierbaren theoretischen Begriffe praktisch nicht auskommt, hatte weitreichende Bedeutung. So wurde dadurch klar, dass das vom Logischen Empirismus aufgestellte Sinnkriterium für wissenschaftliche Theorien in seiner ursprünglichen Form, nach der alle Aussagen einer Theorie prinzipiell direkt überprüfbar sein müssen oder – in einer abgeschwächten Version – wenigstens die darin enthaltenen Begriffe definitorisch auf Begriffe der Beobachtungssprache zurückzuführen sind, nicht haltbar ist. Carnap hat daraufhin ein modifiziertes Sinnkriterium für empirische Theorien vorgeschlagen. Demnach sind Aussagen, die solche nicht in der Beobachtungssprache definierbaren theoretischen Begriffe enthalten und deswegen nicht direkt überprüft werden können, zwar erlaubt, aber nur insofern, als diese theoretischen Begriffe eine Voraussagerelevanz haben. D. h., die Theorie muss insgesamt durch die Einführung eines solchen Begriffes mehr prüfbare Voraussagen machen, als wenn man diesen Begriff wegließe. Einige analytische Philosophen vertreten nicht zuletzt wegen der theoretischen Begriffe auch die Auffassung, dass dieses modifizierte Sinnkriterium besser als ein Abgrenzungskriterium zwischen empirischen Wissenschaften und der Metaphysik aufzufassen sei, ohne dass letztere grundsätzlich als sinnlos angesehen werden müsse. Genauso wie man den theoretischen Begriff „Elektron“ in empirischen Theorien sinnvoll verwenden könne, könne man in der Metaphysik auch Begriffe wie z. B. „Das Absolute“ sinnvoll diskutieren. Die Problematik der theoretischen Begriffe hat somit stark dazu beigetragen, dass viele alte metaphysische Fragestellungen, welche zuerst im Logischen Empirismus als Scheinprobleme abgewiesen wurden, heute in der Analytischen Philosophie in modifizierter Form und auf neuer Grundlage erneut diskutiert werden.